# Walter R1-203
El Walter R1-203 era un motor de coet alimentat per ergols líquids de l'inventor alemany Hellmuth Walter.

## Desenvolupament i característiques
Es va desenvolupar el 1938 com a motor de prova. Es basava en la reacció "freda" del cicle Walter. Els dos ergols quan entraven en contacte l'un amb l'altre s'inflamaven immediatament i es descomponien a uns 700 graus, els gasos produïts sortien per una tovera. Els propulsors utilitzats eren "T-Stoff" (peròxid d'hidrogen) i "M-Stoff" (metanol), portats a la cambra de combustió mitjançant turbobombes, accionades pels vapors de la reacció del T-Stoff descompost per catàlisi amb "Z-Stoff", un oxidant compost per diversos permanganats (solució aquosa de permanganat de sodi o potassi). L'empenta era variable entre 50 i 500 kg, la potència màxima es podia mantenir només durant 60 segons.

## Aplicacions
El motor de prova es va utilitzar en el Heinkel He 176, el primer avió de motor de coet del món. Un motor similar es va utilitzar més tard en el DFS 194.
Aquest motor va constituir la base per a altres motors de coets, especialment el Walter RII-203 del Messerschmitt Me 163A i el Walter HWK 109-509 del Me 163B i el Bachem Ba 349 "Natter".